# Gospodarka Barcelony
Gospodarka Barcelony obejmuje różne gałęzie.

## Informacje ogólne
W Barcelonie działa 174 926 firm co stanowi 5,4% wszystkich firm działających na terenie Hiszpanii, w prowincji Barcelona działa 453 485 firm, co stanowi 14% wszystkich firm działających na terenie Hiszpanii. Procentowy podział gospodarczy: agroturystyka – 0% w mieście i 0,1% w obszarze metropolitalnym, przemysł odpowiednio 8,8% i 16,1%, budownictwo odpowiednio 3,5% i 4,8%, usługi odpowiednio 87,7% i 79,1%. Bezrobocie w mieście Barcelona w czerwcu 2018 roku wynosiło 8%, natomiast w całej prowincji Barcelona w grudniu 2017 roku bezrobocie wynosiło 12,1%.
Sektor przemysłowy obejmuje 8,8% wszystkich pracowników w mieście, 16,1% w obszarze metropolitalnym Barcelony i 17,8% w regionie. W obszarze metropolitalnym Barcelony znajduje się 65,9% wszystkich zakładów przemysłowych Katalonii. Głównymi gałęziami przemysłowymi w Barcelonie są: przemysł samochodowy, farmaceutyczny, chemiczny, spożywczy, elektryczny, papierniczy oraz przetwarzania odpadów.

## PKB
Barceloński obszar metropolitalny obejmuje 63,4% mieszkańców jednego z najbogatszych regionów w Południowej Europie – Katalonii, gdzie produkt krajowy brutto (PKB) wynosi 200 miliardów euro (37% PKB Polski), natomiast PKB na mieszkańca wynosi €28 400 (13% więcej niż średnia w UE, 48% więcej niż Polska). Barcelona jest jedną z największych potęg gospodarczych w Unii Europejskiej, jej produkt miejski brutto (PMB) wynosił w 2008 roku 177 miliardów dolarów natomiast w 2012 wynosił 171 miliardów dolarów, klasyfikując się na 6. miejscu w Europie po Londynie, Paryżu, Moskwie, Madrycie i Istambule. 

## Wskaźniki i rankingi
Barcelona jest klasyfikowana jako metropolia o znaczeniu globalnym.
W badaniach dotyczących jakości życia, Barcelona uplasowała się na 24. miejscu wśród miast świata w 2015 roku według magazynu Monocle i na 42. miejscu wśród miast świata w 2017 roku według Mercer (tuż za Londynem i Mediolanem, przed Lizboną i Nowym Jorkiem). W 2009 roku Barcelona była czwartym najlepszym miastem dla biznesu i najszybciej rozwijającą się europejską metropolią ze wzrostem gospodarczym wynoszącym 17% rocznie. W tym roku Barcelona była także trzynastym najbardziej innowacyjnym miastem na świecie. Barcelona została uznana za Miasto Przyszłości Południowej Europy 2014/15, w oparciu o jej potencjał gospodarczy. Barcelona znajduje się na 7. miejscu wśród miast świata w rankingu dotyczącym chęci cudzoziemców do wyjazdu i pracy do konkretnego miasta na świecie.

## Przemysł motoryzacyjny

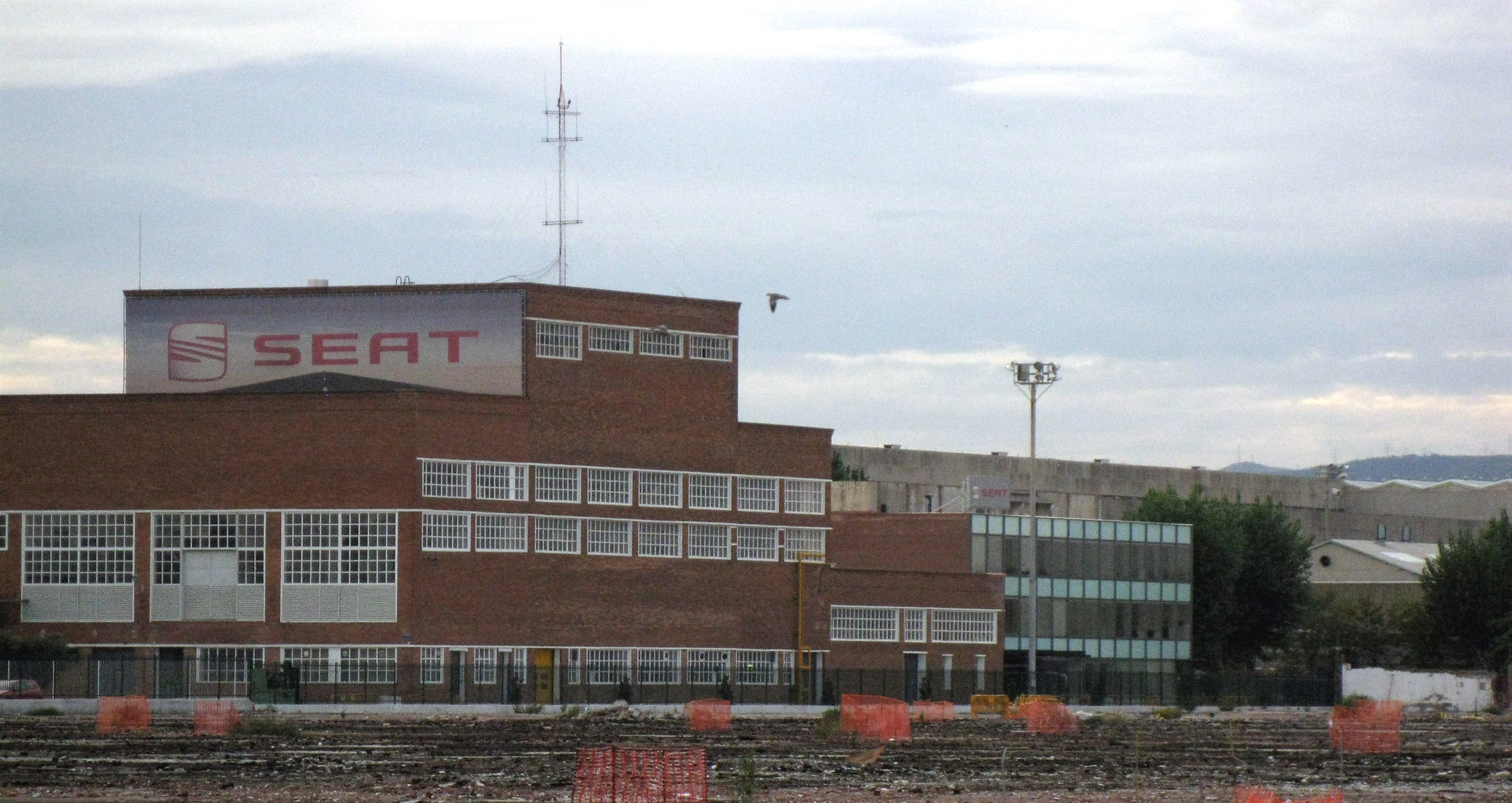
Fabryka SEAT-a

Barcelona była i jest dużym ośrodkiem przemysłu motoryzacyjnego. Od początku XX wieku w Barcelonie działało kilkadziesiąt producentów motoryzacyjnych, do największych należały m.in. Ebro, Hispano-Suiza i Pegaso. Obecnie w obrębie rejonu Barcelony działa największy hiszpański producent motoryzacyjny SEAT, a także fabryka Nissana, jak również Montesa Honda – jednostka zależna Hondy. Działa tu także fabryka skuterów, motorowerów, motocykli i quadów Derbi oraz fabryka motocykli Sherco. Działają tu również fabryki części samochodowych, np. Denso. Znajduje się tu również zakład produkcyjny oraz centrum badawczo-rozwojowe taboru tramwajowego Alstom oraz Galactic Suite Limited, przedsiębiorstwo przemysłu kosmicznego.

## Przedsiębiorstwa
W rejonie Barcelony działają też znani producenci z innych branż, np. producent sanitariów Roca, producent odzieży Mango czy producent lizaków Chupa Chups.

## Targi i wystawy

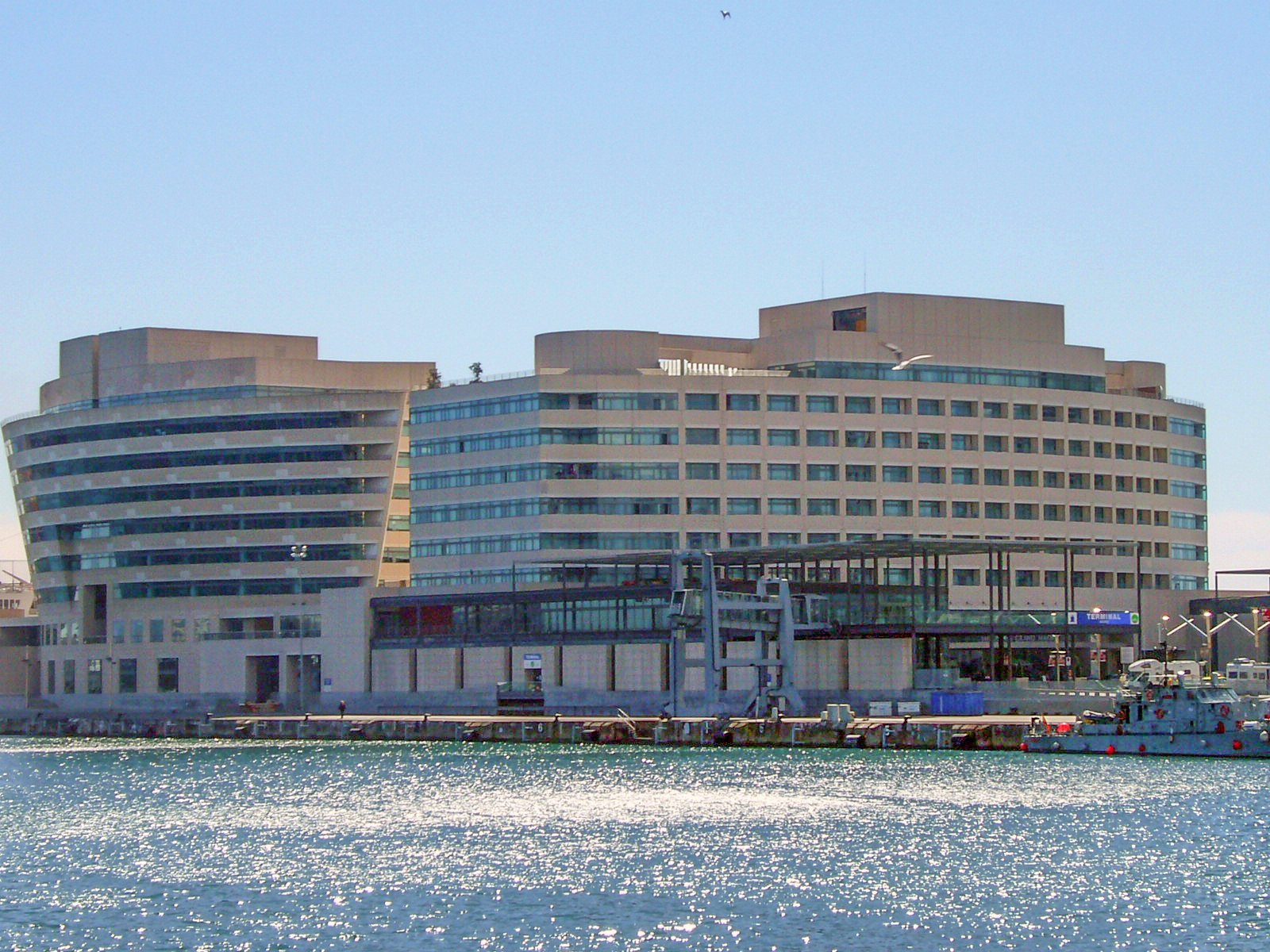
World Trade Center Barcelona

Borsa de Barcelona to giełda papierów wartościowych znajdująca się w Barcelonie.
World Trade Center Barcelona to centrum handlu światowego.
Fira de Barcelona to jedno z największych centrów targowo-wystawienniczych i kongresowych w Europie. Odbywa się tu kilkadziesiąt imprez rocznie, w tym Mobile World Congress. Całkowita powierzchnia wystawowa wynosi 405 000 m² (41 ha).
W Barcelonie dwa razy odbyła się wystawa światowa Expo – w 1888 i 1929 roku, a także światowej klasy konferencje takie jak Universal Forum of Cultures 2004 czy World Urban Forum 2004.
Miasto jest na piątym miejscu na świecie w ilości organizowanych co roku międzynarodowych spotkań kongresowych.

## Przemysł turystyczny
Barcelona to międzynarodowe centrum turystyczne, z licznymi terenami rekreacyjnymi, rozwiniętą infrastrukturą turystyczną, najlepszymi plażami miejskimi na świecie oraz Discovery Channel, z łagodnym i ciepłym klimatem śródziemnomorskim, wieloma zabytkami z różnych epok, w tym dziewięcioma obiektami światowego dziedzictwa UNESCO. W 2011 roku Barcelonę odwiedziło 7 390 777 turystów. W 2017 roku Barcelona była 23 najczęściej odwiedzanym miastem na świecie i szóstym w Europie po Londynie, Paryżu, Rzymie, Stambule i Pradze z 7,6 milionem turystów w ciągu roku.

## Przemysł modowy

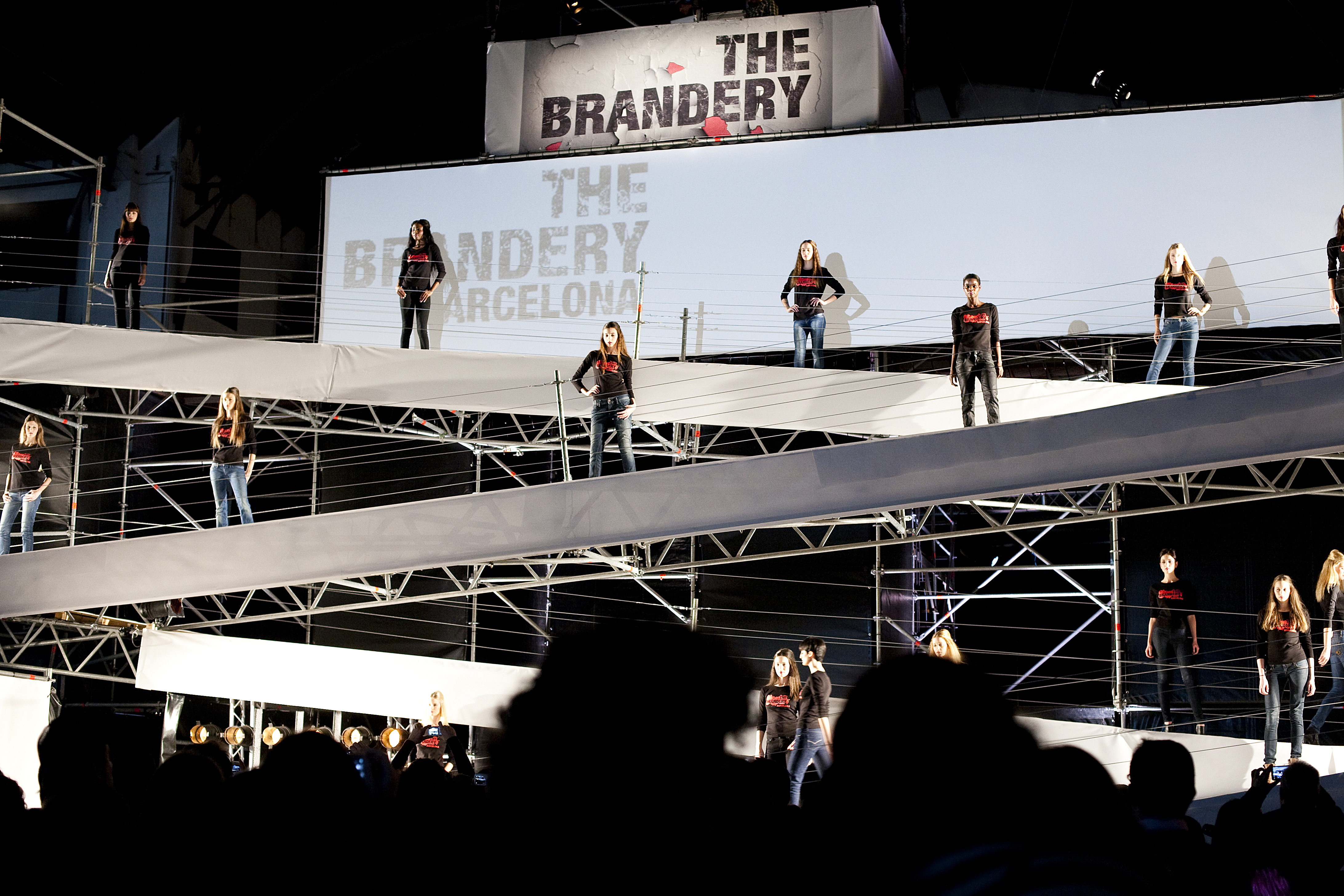
Pokaz mody The Brandery w Barcelonie

Od 2005 do 2009 roku miasto było gospodarzem prestiżowego pokazu mody Bread and Butter tradeshow. Od 2009 roku w mieście dwa razy w roku organizowane są międzynarodowe pokazy mody The Brandery. Według danych z 2014 roku, Barcelona jest piątą najważniejszą stolicą mody, po Nowym Jorku, Paryżu, Londynie i Los Angeles.